# キバナハマヒルガオ
キバナハマヒルガオ（学名Ipomoea violacea）は、サツマイモ属(Ipomoea)の多年生種であり、ヨーロッパ大陸を除外して世界中に生息する。一般的にビーチ・ムーンフラワーとかシー・ムーンフラワーと呼ばれ、夜に開花する。
花冠は白である。従って、Ipomoea violaceaを、青のIpomoea tricolor（ソライロアサガオ）と間違えることはないが、その栽培品種のパーリーゲイツも白である。violeacaは紫を意味する。
実際の植物標本は完全な白である。

## 分類学的な比較
ソライロアサガオ(Ipomoea tricolor)との間違いは、2つの植物の分類学的な比較による。亜属は異なっており、Ipomoea violaceaにはIpomoea tricolorの異名は用いられるべきではない。しかし、その異名も用いられてきた。それはアウクトルム（略記'Auct.'）の誤用による。

## リゼルグ酸アミドの研究において
リゼルグ酸アミドを抽出する研究においてIpomoea violaceaの品種として、ヘブンリーブルー、パーリーゲイツなどを紹介している。これが誤りである可能性がある。
品種として、ヘブンリーブルー、パーリーゲイツなどをもつIpomoea tricolor（ソライロアサガオ）を参照。